# Kh-31导弹
Kh-31导弹 (俄语：Х-31；北约代号：AS-17 (Krypton)，中文译为“氪”) 是前苏联/俄罗斯研制的一种超音速空射型战术导弹。Kh-31导弹最初是被用于机载的反舰导弹，数种衍生型号中最有名的一种是反辐射导弹 (ARM)，也有靶弹型。曾有人建议将它改为反预警机的“预警机杀手”。

## 概况
Kh-31导弹动力采用一体化固体火箭冲压发动机，最大速度为3.5馬赫。由MiG-29、苏-27及苏-34挂载使用。透過机载雷達引導發射，是第一种能由战术飞机发射的超音速反舰导弹。
Kh-31有两种主要型号：Kh-31A（反舰型号）和Kh-31P（俄语：Х-31П; 反辐射型号），采用不同的制导方式（主动/被动雷达导引头）与战斗部。Kh-31导弹反舰型Kh-31A于1982年进行了试射，20世纪80年代末量产入役，反辐射型Kh-31P于1991年迪拜航空展首次公开对外展出。
在1996年和1999年，美国曾经进口了一批Kh-31导弹，由麦道公司（1997年并入波音公司）改装成超音速靶标，命名为MA-31，供美国海军演习使用，2001年由于俄罗斯实施了武器出口限制政策无法再获得足够多的Kh-31弹体。
在2008年8月俄罗斯与格鲁吉亚战争中，俄罗斯空军苏-34战机使用Kh-31导弹对格鲁吉亚军雷达站实施了打击。

### 发展型号
俄罗斯战术导弹公司 (Tactical Missiles Corporation) 对Kh-31进行了改进。改进型号一度命名为Kh-31AM和Kh-31PM。导弹射程大幅增加，弹头采用新型导引头，并投入批量生产。Kh-31PD反雷达导弹于2012年开始交付；另一型号Kh-31AD反舰导弹于2015年量产入役。

## 使用國
現使用國
- 俄羅斯 222: 2009交付147枚, 2010交付75枚[1]
- 阿尔及利亚 114 从2009到2010交付[1]
- 叙利亚 87 从2008到2010交付[1][11]
- 印度
- 中华人民共和国 ：引进数量不详的KH-31P (ARM)，许可生产仿制版称为鹰击-91。
- 印度尼西亞[12]
- 委內瑞拉
- 越南
- 秘魯
- 马来西亚

前使用國
- 苏联